# Elgonidium
Elgonidium es un género de coleóptero de la familia Anthicidae.

## Especies
Las especies de este género son:
- Elgonidium elongatum
- Elgonidium laevigatum
- Elgonidium leleupi
- Elgonidium mahnerti